# Бісенський сільський округ
Бісе́нський сільський округ (каз. Бисен ауылдық округі, рос. Бисенский сельский округ) — адміністративна одиниця у складі Бокейординського району Західноказахстанської області Казахстану. Адміністративний центр — село Бісен.
Населення — 2827 осіб (2021; 3048 у 2009, 3246 у 1999, 3070 у 1989).
Станом на 1989 рік існувала Бісенська сільська рада (села Більшовик, Бісен, Джамбул, Коктерек).

## Склад
До складу округу входять такі населені пункти:
| Населений пункт | Старі назви              | Населення, осіб (1989) | Населення, осіб (1999) | Населення, осіб (2009) | Населення, осіб (2021) |
| --------------- | ------------------------ | ---------------------- | ---------------------- | ---------------------- | ---------------------- |
| Бісен, село     | -                        | 1577                   | 1718                   | 1627                   | 1608                   |
| Жетибай, село   | Джамбул, Жамбил, Жетібай | 416                    | 386                    | 354                    | 281                    |
| Жиєккум, село   | Більшовик, Жиєк-Кум      | 620                    | 590                    | 547                    | 485                    |
| Коктерек, село  | -                        | 457                    | 552                    | 520                    | 453                    |